# Betchworth

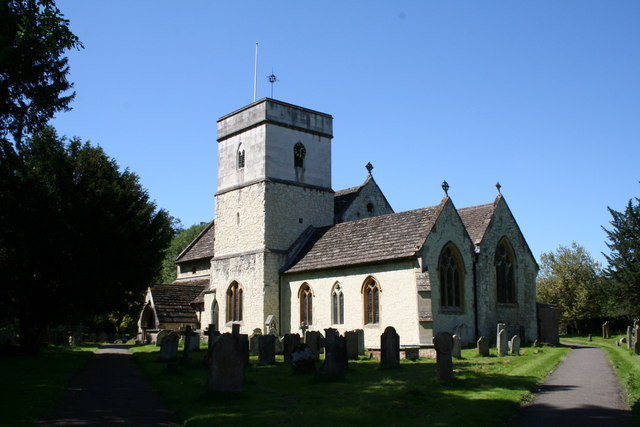
L'église paroissiale de Betchworth.

Betchworth est un village et une paroisse civile du Surrey, en Angleterre. Il est situé dans le district de Mole Valley, sur la rive nord de la Mole, entre Dorking et Reigate, à une trentaine de kilomètres au sud de Londres. Au moment du recensement de 2011, il comptait 1 052 habitants.
L'église du village, dédiée à saint Michel, est un monument classé de Grade I.